# Tour de Finisterre
El Tour de Finisterre (en francès Tour du Finistère) és una competició ciclista d'un sol dia que es disputa pels voltants de la ciutat de Quimper, a la Bretanya.
La prova fou reservada a ciclistes amateurs fins al 2000. Des del 2005 forma part de l'UCI Europa Tour amb una categoria 1.1. Des del 2007 forma part de la Copa de França de ciclisme.

## Palmarès
| Any                | Vencedor                | Segon                | Tercer                     |         |
| ------------------ | ----------------------- | -------------------- | -------------------------- | ------- |
| Cursa amateur      |                         |                      |                            |         |
| 1986               | Jean-Jacques Lamour     | Philippe Tranvaux    | Philippe Dalibard          |         |
| 1987               | Philippe Dalibard       | David John Tonks     | Dominique Le Bon           |         |
| 1988               | Pierre Le Bigaut        | Philippe Quéméneur   | Bertrand Sourget           |         |
| 1989               | Philippe Dalibard       | Camille Coualan      | Eric Heulot                |         |
| 1990               | Philippe Mondory        | Stéphane Galbois     | Camille Coualan            |         |
| 1991               | Dominique Le Bon        | Jean-Louis Conan     | Frederic Galerne           |         |
| 1992               | Pierre-Henri Menthéour  | Jean-Philippe Rouxel | Jean-Louis Conan           |         |
| 1993               | Dominique Le Bon        | Eric Le Rigoleur     | Pascal Le Tanou            |         |
| 1994               | Pascal Deramé           | Michel Lallouët      | David Delrieu              |         |
| 1995               | Michel Lallouët         | Anthony Morin        | Dominique Rault            |         |
| 1996               | Camille Coualan         | Dominique Rault      | Sylvain Desbois            |         |
| 1997               | Walter Bénéteau         | Christophe Faudot    | Jean-Philippe Rouxel       |         |
| 1998               | Franck Trotel           | Freddy Ravaleu       | Nicolas Dumont             |         |
| 1999               | Laurent Estadieu        | Pascal Pofilet       | Michel Lallouët            |         |
| Cursa professional |                         |                      |                            |         |
| 2000               | Sébastien Hinault       | Jean-Cyril Robin     | Anthony Langella           |         |
| 2001               | Franck Renier           | Jean-Cyril Robin     | Xavier Jan                 |         |
| 2002               | David Bernabeu Armengol | Johan Coenen         | Eddy Lembo                 |         |
| 2003               | Nicolas Fritsch         | Yoann Le Boulanger   | Julien Laidoun             |         |
| 2004               | Daniele Balestri        | Mickaël Buffaz       | Bert Scheirlinckx          |         |
| 2005               | Simon Gerrans           | David Moncoutié      | Iuri Trofímov              |         |
| 2006               | Serguei Kolésnikov      | Pierrick Fédrigo     | Mikel Gaztañaga Etxeberria |         |
| 2007               | Niels Brouzes           | Yann Huguet          | Konstantin Klyuev          |         |
| 2008               | David Le Lay            | Aleksejs Saramotins  | Rémi Pauriol               |         |
| 2009               | Dimitri Champion        | Pierrick Fédrigo     | Anthony Geslin             |         |
| 2010               | Florian Vachon          | Leonardo Fabio Duque | Cédric Pineau              |         |
| 2011               | Romain Feillu           | Armindo Fonseca      | Sandy Casar                |         |
| 2012               | Julien Simon            | Samuel Dumoulin      | Jonathan McEvoy            |         |
| 2013               | Cyril Gautier           | Frederik Veuchelen   | Anthony Geslin             |         |
| 2014               | Antoine Demoitié        | Julien Simon         | Armindo Fonseca            |         |
| 2015               | Tim De Troyer           | Jérôme Baugnies      | Julien Simon               |         |
| 2016               | Baptiste Planckaert     | Samuel Dumoulin      | Alexandre Geniez           |         |
| 2017               | Julien Loubet           | Julien Simon         | Pierre Latour              |         |
| 2018               | Jonathan Hivert         | Romain Bardet        | Guillaume Martin           |         |
| 2019               | Julien Simon            | Andrea Vendrame      | Baptiste Planckaert        |         |
| 2020               | suspesa                 | suspesa              | suspesa                    | suspesa |
| 2021               | Benoît Cosnefroy        | Sean De Bie          | Rasmus Tiller              |         |
| 2022               | Julien Simon            | Clément Venturini    | Sandy Dujardin             |         |
| 2023               | Paul Penhoët            | Sandy Dujardin       | Axel Zingle                |         |
| 2024               | Benoît Cosnefroy        | Corbin Strong        | Rudy Molard                |         |
| 2025               |                         |                      |                            |         |